# 佑仁
佑仁（1989年12月29日—），本名涂佑仁，舊藝名又仁，英語：YouJen。全方位創作藝人，影像演員、歌手、主持人、表演藝術工作者。具有戲劇、編導、歌唱、主持、視覺設計等經歷與才能，2009年定居台北，以劇場為根演戲開始在娛樂圈闖蕩，劇場演員出身。臺灣雲林斗六人，台灣藝術大學戲劇學系畢業，台北藝術大學美術學院藝術跨域所主修創作肄業，國立虎尾高級中學畢業；曾念過一年半靜宜大學觀光學系具領隊經歷。參與許多小劇場、音樂劇演出多年，2016年開始累積影像戲劇作品，也在同年開始從劇場跨足創作網路短片，因模仿星座專家唐綺陽撞鬼事件而走紅被大眾認識這位演員，2017年創造「秀娥」角色，知名度更為提升，被媒體與大眾封有「國民媽媽」稱號。

## 影像演出作品
【電視劇】
| 年份   | 導演《劇名》                    | 角色   |
| 2018年 | 公視人生劇展-藍文希《淚滴卡卡》 | 畢昂絲 |

【MV音樂錄影帶】
| 年份       | 演唱者《歌曲》                 | 角色           |
| 2021年9月  | 拍謝少年《歹勢中年》MV         | 友人           |
| 2019年10月 | CoCo Lee 李玟《Fancy》MV       | 主持人及參賽者 |
| 2019年8月  | 符瓊音《亞洲媽媽》MV           | 媽媽           |
| 2018年12月 | 黃妃《顛倒歌》新專輯首播主打MV | 占卜師         |
| 2017年1月  | 顏力妃《忙著說再見》MV         | 男主角         |

【電影】
| 年份      | 導演《電影》           | 角色             |
| 2017年2月 | 魏德聖《52赫茲我愛你》 | 主要歌隊演唱演員 |

【微電影】
- 《綁架》2014世新大學畢業製作，飾演 政論節目主持人
- 《尋找劇作家的劇中人》-飾演劇作家，入圍《澳門國際電影節國際大學生短片大賽》

## 著作
| 書名     | 出版社       | 出版日期     | ISBN/EAN           |
| -------- | ------------ | ------------ | ------------------ |
| 《我娘》 | 逗點文創結社 | 2020年8月1日 | ISBN 9789869817066 |

## 廣告演出作品
【廣告演出】
- 2022 《星之夢幻島》森林系輕冒險手遊 廣告 又仁篇
- 2019 肯德基年度大片主演
- 2019 高雄夢時代X蘋果日報-母親節活動廣告短片
- 2018 飛柔洗髮精網路廣告短片
- 2018 臺北節電新文化(觀光傳播局)-校園節電大使
- 2018 臺北節能季推廣
- 2018 味味A排骨雞麵-開春篇
- 2017 國民體育日代言人

【品牌合作編寫創作暨演出】
- 2018-全家30週年、Yahoo奇摩商城購物、7-Eleven過年檔期直播、康是美、飛比價格、E-TALKING、大唐無雙手遊、迪士尼米奇魔法燈、審計新村伴桌、臺北市傳統市場節、新北市視障按摩、LINE姓名貼圖、PChome24h購物
- 2017-飛比價格、Maybelline、天貓女王節
- 2016-奇摩超級商城、ORBIS、易飛網旅展

## 音樂作品
【單曲】
| 年份    | 歌名                    | 唱片公司        | 出品         | 备注                                                                                    |
| ------- | ----------------------- | --------------- | ------------ | --------------------------------------------------------------------------------------- |
| 2024.11 | 蓮花頭                  | 創銘實業        | 創銘實業     | 與楊大正合唱                                                                            |
| 2020.9  | 和昨日說再見            | 漢創國際音樂    | 漢創國際音樂 | 與李竺芯合唱，收錄於歌手李竺芯《和昨日說再見》同名專輯中                                |
| 2018.9  | 阿娘尾牙(Ah-Nia-Wei-Ya) | Sony Music 索尼 | 比武娛樂製作 | 佑仁第一首詞、曲創作單曲，單曲製作人為 李孝祖(「草東沒有派對 」、「茄子蛋 」專輯製作人) |

## 舞台劇場作品
| 年份 | 戲劇名称                      | 導演/劇團                             | 角色                                   | 备注                                                                              |
| ---- | ----------------------------- | ------------------------------------- | -------------------------------------- | --------------------------------------------------------------------------------- |
| 2022 | 單身租隊友2                   | 楊景翔/楊景翔演劇團                   | 警察-志強                              | 主演：黃路梓茵、又仁、程鈺婷、何瑞康、林家麒                                      |
| 2021 | 當金蓮成熟時                  | 劉建幗/瘋戲樂工作室X台北市立國樂團    | 王婆、說書人 等                        | 編劇、作詞-吳政翰│作曲、音樂執導：王希文│副導演、編舞：彭筱茵                     |
| 2020 | 白晝之夜-烏龜才有的快感       | 陳彥斌                                | 歌手、舞者                             |                                                                                   |
| 2020 | 單身租隊友-重新裝潢版加演巡迴 | 楊景翔/楊景翔演劇團                   | 警察-志強                              | 主演：黃路梓茵、又仁、程鈺婷、何瑞康、林家麒                                      |
| 2019 | 單身租隊友                    | 楊景翔/楊景翔演劇團                   | 警察-志強                              | 參與宣傳短片企劃編劇、發想整合，主演：黃路梓茵、又仁、程鈺婷、何瑞康、林家麒      |
| 2018 | 酸酸酸民曆                    | Baboo/果陀劇團                        | 素人、鹼教教主、又人、雄大姊等分飾多角 | 爆米花劇場系列，參與演出及文本發想                                                |
| 2016 | 相唉後動物感傷                | 臺北藝術大學導演研究所-陳郁如畢業製作 | 髮型助理小瑋                           | 指導老師-耿一偉                                                                   |
| 2016 | 幻覺肢體                      | 孫唯真 / 同黨劇團讀劇節               | 上班族男主角、道士                     | 劇作家-李屏瑤                                                                     |
| 2016 | 媽，晚安                      | 蘇志翔 / 娩娩工作室                   | 平面設計/平面攝影                      | 劇作家-Marsha Norman                                                              |
| 2015 | 績優表揚大會頒獎典禮          | 替代役公益大使團                      | 演員、主持人                           | 劇作家-Mark Ravenhill                                                             |
| 2015 | 瞎拼，幹                      | 陳仕瑛 / 楊景翔演劇團                 | 平面設計/平面攝影                      |                                                                                   |
| 2014 | 多心                          | 蔡佾玲/ 飛人集社《超親密小戲節》      | 演員、共同創作、視覺設計               |                                                                                   |
| 2014 | 重生的浴水                    | 大愛電視台                            | 薩雷斯                                 | 與演員蘇達、僅雯等共同演出                                                        |
| 2013 | 鐵工廠--莎瓦哩卡              | 林欣怡 / 慢島劇團                     | 泰國移工                               | 與賴佩霞、慢島團長王珂瑤等演員一同演出，登上2014『PAR表演藝術雜誌』一月刊專題報導 |
| 2013 | 胖節-體脂家庭代工FATCORY      | 陳雅柔 / 黑眼睛跨劇團                 | 男主角-科瑞                            |                                                                                   |
| 2013 | 中央公園西路                  | 陳郁如 / 臺灣藝術大學實驗劇展         | 男主角-霍爾                            | 入圍─最佳男主角                                                                   |
| 2012 | 伊登拾貳色-獨角戲《藍色二號》 | 又仁 / 台北藝穗節                     | 主演、編導、策展                       |                                                                                   |
| 2011 | 美國天使                      | 臺灣藝術大學97級導演呈現              | 普萊爾                                 | 指導老師-耿一偉                                                                   |
| 2009 | 落跑兵                        | 高雄正港小劇展-鳳邑文學獎作品         | 軍人、父親、老師等一人分飾多角         |                                                                                   |

## 導演作品
【MV導演】
| 年份       | 歌手《歌曲》   | 公司     |
| 2017年12月 | 芮德《妥妥的》 | 唯有音樂 |

## 代言/宣傳大使
- 2024 臺南市政府求職防騙 代言人/宣傳大使
- 2021 第二屆「眯電影：台語微電影創作徵選」活動代言人
- 2019 ELLE Taiwan復古時尚大使暨評審-ELLE RUN with Style 復古風格音樂路跑
- 2018 臺北節電新文化-校園節能大使 (觀光傳播局)
- 2018 臺北節能季(餐飲篇)-與NONO陳宣裕一同推廣
- 2018 臺北傳統市場節-活動出席推廣
- 2018 臺北節能季(住宅篇)-與節能大使任爸一同推廣
- 2017 國民體育日年度代言人-教育部體育署
- 2017 飛比價格-台北忠孝復興站燈箱代言

## 現場演出
- 2025 台南彩虹遊行-主持人、演唱嘉賓
- 2024 臺灣同志大遊行-演唱嘉賓
- 2024 高雄義大世界 萬聖節晚會 演唱嘉賓
- 2023 高雄同志熱線南辦募款感恩會 演唱嘉賓
- 2022 A Root同根生《穢土轉生術》年終專場演唱會 演出嘉賓
- 2022 春麵樂隊《豪華陽春麵套餐》四週年演唱會-來賓歌手 Legacy Taipei
- 2019 覺醒大暖音樂祭-演出歌手 THE WALL LIVE HOUSE
- 2019 OB嚴選尾牙主要演出藝人
- 2018 世新大學才藝大賞-評審/示範演唱
- 2018 西門紅樓壹壹零生日慶-演唱嘉賓/特約主持
- 2017 飛比價格公司尾牙 歌舞表演
- 2017 魏德聖導演-電影《52赫茲我愛你》放映會(京站威秀) 活動出席
- 2016 Live.me直播平台-CONNECT Live 台灣首屆直播產業大會 歌舞表演/出席
- 2016 台灣國際酷兒影展-第一屆酷摩沙頒獎典禮  入圍身分出席

## 主持經歷
【電視節目】
| 年份 | 節目名称                          | 平台       | 角色      | 备注               |
| ---- | --------------------------------- | ---------- | --------- | ------------------ |
| 2021 | 第32屆金曲獎 GMA Heat入圍就是肯定 | 台視       | 主持人    | 與那那大師共同主持 |
| 2019 | 逐工一句                          | 公視台語台 | 主持/演員 | 電視網路同步播出   |
| 2017 | 周末鳥仁秀(第一季)                | TVBS歡樂台 | 主持人    | 比武娛樂製作       |

【網路節目】
| 年份 | 節目名称             | 平台    | 角色               | 备注                   |
| ---- | -------------------- | ------- | ------------------ | ---------------------- |
| 2021 | GMA Heat入圍就是肯定 | Youtube | 與那那大師共同主持 | 2021/8/13 至 2021/8/20 |
| 2019 | 決戰17唱             | 17直播  | 與納豆、明共同主持 | 2018/10/1 至 2019/12/9 |
| 2018 | 決戰17唱             | 17直播  | 與納豆、明共同主持 |                        |
| 2018 | 姐說了算             | 17直播  | 當家主持           |                        |
| 2017 | 17FUN音樂            | 17直播  | 代班主持           |                        |

【現場活動】
- 2022 《金掌獎》雲林國際偶戲節 頒獎典禮 紅毯主持人
- 2022 第5屆玩聚場《釘孤枝熱血大演練》主持人
- 2021 台灣大哥大 iPhone13 開賣日直播 主持人
- 2020 瘋戲樂工作室-年度演員見面會
- 2018 西門紅樓壹壹零生日慶-主持人、演出歌手
- 2017 韓國團體少年24(Boys24) -UNIT BLACK 首度來台見面會(1st Showcase Tour in Taipei) 主持人
- 2017 電視劇《酸甜之味》桃園粉絲見面簽名會 主持人
- 2016 才庫事業群-人資HR耶誕節晚會 主持人
- 2016 台北國際旅展-易飛網EZfly現場活動 主持人
- 2016 三立華劇《獨家保鑣》記者會 主持人
- 2016 郭書瑤《愛，無限大∞》新書發表會 主持人

## 網路短片創作大事
- 2017年，創造貼近人心之角色秀娥，一鏡到底獨角戲系列再度破百萬點閱引發話題，以演員的角度創作、演出而創造身為演員出身的短片風格
- 2017年，創作美髮院金曲串燒對嘴系列，向身為美髮師媽媽致敬破百萬，並因此與歌后前輩黃妃合作
- 2016年6月，模仿星座專家「唐綺陽」直播撞鬼影片一炮而紅，唐老師本人看到後說如果幫助她粉絲衝破60萬人便邀請他來上臉書直播，之後二人以真假「唐綺陽」的身份在臉書上直播，吸引超過77萬名粉絲觀看。[2]
- 上過許多電視節目表演模仿橋段與歌舞，如小明星大跟班、娛樂百分百、女人我最大等。
- 上《小明星大跟班》節目表演現場爵士歌舞，被發掘歌唱實力。
- 上網路廣播節目「青春愛消遣」擔任來賓。[3]

## 專訪紀錄
封面人物
- 青年期刊2018年十月號封面人物

節目專訪
- 台灣大代誌(東森財經)2018.07
- 誰來晚餐 2017.05.25(五)公視播出

媒體專訪
- ELLE 風格路跑2019-全方位藝人又仁-擔任復古時尚風格大使及評審長 專訪/拍攝
- BIOS monthly八週年特輯-創作者系列專訪-全方位藝人又仁
- 太報 Tai Sounds-2018年11月人物專訪
- udnSTYLE 2018年11月時尚名人專訪
- 媒婆報-2018年11月創作藝人專題
- 壹週刊 NO.803 2016.10.13 星登場單元
- 時報周刊 NO.2020旅展特刊 封面/專訪
- 壹週刊 NO.834 2017.05.18 星愛呷單元

## 公益合作
- 2019 ROOTOTE Charity Event 第八屆名人手繪慈善義賣
- 2018肝病防治學術基金─與7-ELEVEN合作「救救肝苦人」計畫記者會推廣
- 2017僵直性脊椎炎關懷協會

## 獎項
| 年份 | 頒獎活動         | 單位                     | 獎項             | 提名/作品                        | 結果 |
| ---- | ---------------- | ------------------------ | ---------------- | -------------------------------- | ---- |
| 2020 | 誠品閱讀職人大賞 | 誠品                     | 年度新人獎       | 著作《我娘》                     | 提名 |
| 2018 | Yahoo金獎        | Yahoo                    | 最佳搞笑力創作者 | 又仁                             | 獲獎 |
| 2022 | 第4屆走鐘獎      | 台灣新媒體影音創作者協會 | 無情工商獎       | 最新第一人稱遊戲：訂婚           | 獲獎 |
| 2022 | 第4屆走鐘獎      | 台灣新媒體影音創作者協會 | 最佳攝影獎       | 最新第一人稱遊戲：訂婚           | 獲獎 |
| 2023 | 第5屆走鐘獎      | 台灣新媒體影音創作者協會 | 無情工商獎       | 第二集【最新第一人稱遊戲：訂婚】 | 提名 |
| 2023 | 第5屆走鐘獎      | 台灣新媒體影音創作者協會 | 最佳攝影獎       | 第二集【最新第一人稱遊戲：訂婚】 | 提名 |
| 2023 | 第5屆走鐘獎      | 台灣新媒體影音創作者協會 | 最佳戲劇獎       | 第二集【最新第一人稱遊戲：訂婚】 | 提名 |

## 外部連結
- YouTube上的又仁YouJen頻道
- 又仁YouJen的Facebook專頁
- 又仁YouJen的Instagram帳戶